# Metodismo
O Metodismo é uma família denominacional protestante, originária de um avivamento espiritual cristão ocorrido na Inglaterra do século XVIII. As igrejas originárias do movimento são chamadas de metodistas. A primeira denominação metodista foi organizada em 1739. O movimento enfatizou a relação íntima do indivíduo com Deus, iniciando-se com uma conversão pessoal e seguindo uma vida de ética e moral cristã. Outra ênfase forte do movimento foi o seu engajamento em questões de assistência e ação social. O metodismo foi liderado pelos Reverendos John Wesley (1703–1791) e seu irmão Charles Wesley (1707–1788), considerado um dos maiores expoentes da música sacra protestante, ambos ministros da Igreja Anglicana.

## Origem do metodismo
A origem do metodismo está ligada a três nomes: John Wesley, seu autor e organizador, Charles Wesley, seu irmão, escritor de hinos, e George Whitefield, um eloquente pregador e reavivalista. Em 1729, John, recém ordenado diácono, se reuniu com um grupo de estudantes organizado por seu irmão Charles, na Universidade de Oxford, com o propósito de estudar as Escrituras, e praticar a religião com fidelidade. John se tornou o líder do grupo, que, por decisão dos membros, ele chamou de "o clube santo (the holy club) e os metodistas". A sociedade se desfez em 1735.
Mais tarde, após uma viagem à América (1736–1738), John Wesley organizou, em 1739, a primeira Sociedade Metodista, e abriu uma capela (The Foundry) em Londres. Como os púlpitos da Igreja Anglicana foram se fechando aos irmãos Wesley e Whitefield, este decidiu fazer as pregações ao ar livre. Seu sucesso foi enorme, e logo os irmãos Wesley seguiram seu exemplo.
Mesmo permanecendo até a morte como membro da Igreja Anglicana, quando, em 1740, os seus seguidores foram excluídos da comunhão, Wesley passou a administrar a comunhão nas suas reuniões. Quando da independência dos Estados Unidos, Wesley se viu obrigado a ordenar presbíteros para o novo país republicano, e a separação com a Igreja Anglicana em terras americanas se tornou inevitável, e a nova igreja passou a ser chamada de Igreja Metodista Episcopal. Na Inglaterra, isto só aconteceu em 1795, quatro anos após a morte de John Wesley e na ala calvinista. Na Ala wesleyana isso ocorreu em 1797.
Em 1742, foi criado um sistema de "classes", grupos pequenos de aproximadamente 12 pessoas nos quais os metodistas se aconselhavam e prestavam contas mutuamente de sua vida espiritual. Dois anos depois foi realizada a primeira conferência anual dos pregadores metodistas com o rev. John Wesley.

## Doutrinas metodistas
O metodismo herdou muito da Reforma Inglesa, Wesley baseou os "25 Artigos do Metodismo" nos "39 Artigos da Religião Anglicana". No metodismo existem ênfases distintas nas doutrinas da Reforma:
- Autoridade - Em ampliação à aplicação de Sola Scriptura (ver: Cinco Solas), proveniente da Reforma Protestante, o metodismo cria o princípio do Quadrilátero Wesleyano: Deve-se imaginar um quadrilátero com as Escrituras no centro, por serem as principais fontes de Revelação sobre Deus; As Escrituras, então, devem ser interpretadas pela Fé, pela Razão, Tradição e pela Experiência pessoal com Deus; Cada um destes itens deve ser colocado em uma das extremidades do quadrilátero. As Escrituras continuam como a suprema autoridade.
- Arminianismo - Diferentemente do Calvinismo, o entendimento wesleyano concorda com o Arminianismo, onde a graça de Deus é livre, ou seja, é por todos e para todos os seres humanos. Assim, pela atuação do Espírito Santo, o homem pode responder com fé ao chamado universal de salvação de Deus por meio de Seu Filho, Jesus Cristo, que se sacrificou pela salvação do mundo. Ou pode, livremente, rejeitar essa graça. O Cristão, em casos extremos, pode até cair da Graça e perder a Salvação. Neste ponto discordam os Metodistas de Gales, conhecidos como "Metodistas Calvinistas", discípulos do Rev. George Whitefield, e que influenciaram grandemente o grande pregador do século XX, Martyn Lloyd-Jones. Os "Metodistas Calvinistas" creem na Predestinação, na eleição incondicional, na Vocação Eficaz (Graça Irresistível), diferente da maioria dos metodistas, que são armínio-wesleyanos.
- Salvação - é, conforme o ensino bíblico, baseada na Graça de Deus, que atua em três dimensões: Graça Preveniente (preparando para a salvação), Graça Justificadora (concedendo o perdão) e Graça Santificadora (renovando a natureza humana corrompida); o alvo é a plena santificação e a perfeição cristã (amor perfeito a Deus e ao próximo). Ser santificado não é ser como Deus, e sim tornar-se mais humano, ou seja, obedecer ao plano original que Deus tinha para o Ser Humano.
- Credo Social - Em 1908, a "Methodist Episcopal Church", realizou uma Conferência Geral, em Baltimore, que aprovou um documento baseado em outro documento chamado como: "As Igrejas e os Problemas Sociais", elaborado pelo Conselho Federal de Igrejas Cristãs dos Estados Unidos, na época, influenciado pelas doutrinas do "Evangelho Social". Esse credo estabelece um compromisso com os direitos dos trabalhadores, a justiça e a superação da pobreza. Nele se percebe que a Igreja toma consciência da urgência de se comprometer com as vítimas da crise econômica americana, resultado da intensa industrialização e, consequente mecanização dos postos de trabalho. A Igreja demonstra que via como urgente uma ação pastoral em favor dos que estavam fora do sistema econômico, marginalizados e fragilizados. Em 1918, a "Methodist Episcopal Church South", que tinha enviado os missionários que implantaram o Metodismo no Brasil, acolheu o texto do Credo Social da "Methodist Episcopal Church", fazendo pequenas alterações e adaptações.[4]

## O metodismo na Inglaterra
O metodismo é herdeiro da Reforma Protestante, mediante a Igreja da Inglaterra, cujos 39 Artigos formam a base dos "Artigos de Religião do Metodismo" e cuja liturgia (O Livro de Oração Comum) exerceu grande influência na liturgia metodista. O metodismo aceitou as três colunas principais da Reforma: a Autoridade das Escrituras (Sola Scriptura), a Justificação pela Fé (Sola Fide) e o Sacerdócio Universal dos crentes (que também podemos simbolizar pelos "3 Ps", ou seja, palavra, perdão e povo).

## O metodismo nos Estados Unidos

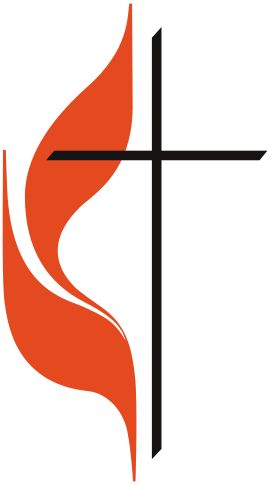
Cruz e Chama: símbolo mundial da Igreja Metodista.

A primeira "Sociedade" metodista surgiu, em Londres, em fins de 1739 – vinte anos depois já se implantava no Novo Mundo. Em 1760, Natanael Gilbert, convertido por John Wesley, na Inglaterra, ao voltar para Antígua, no Caribe, começou a compartilhar as boas-novas com a população escrava. O mesmo impulso de missão espontânea fez o metodismo em Virgínia e Maryland, construiu rudes capelas de pau roliço, itinerou diversas das "Três Colônias", e até despertou vocações entre jovens dos Estados Unidos.
Pouco depois, numa outra família de metodistas imigrantes da Irlanda, a Sra. Barbara Heck estaria pressionando seu primo e pregador metodista, Filipe Embury, a iniciar uma missão de proclamação em Nova Iorque. Bem mais para o norte, encontrava-se um jovem imigrante, Guilherme Black, engajado na pregação leiga na Terra Nova, hoje parte do Canadá. Só alguns anos depois dos começos mencionados é que, a pedido dos metodistas arrebanhados do Novo Mundo, Wesley e os metodistas ingleses enviaram obreiros à guisa de missionários.

## O metodismo no Brasil

### Fundação
No dia 19 de agosto de 1835, o reverendo metodista Fountain Elliot Pitts chegou ao Rio de Janeiro. Sua missão era a de realizar um trabalho de reconhecimento sobre as possibilidades de o país abrigar alguma missão metodista efetiva. Por isso, permaneceu naquela cidade por apenas duas semanas. No relatório enviado à Sociedade Missionária Metodista ele apoiou um investimento missionário metodista no Brasil.
No dia 29 de abril de 1836, o reverendo Justin Spaulding, chegou ao Rio de Janeiro. Esse foi o primeiro missionário metodista a atuar efetivamente no Brasil. Em setembro de 1836, enviou um relatório, no qual afirmou ter organizado uma escola dominical que contava com de mais de quarenta crianças e jovens.
No dia 11 de janeiro de 1838, chegaram ao Rio de Janeiro: Daniel Parish Kidder, sua esposa Cinthia Harriet Russel, Marcela Russell cunhada de (Daniel P. Kidder) e Robert Mc Murdy, para reforçar o trabalho do reverendo Justin Spaulding.
Mas essa tentativa de estabelecimento de uma congregação metodista no Brasil durou somente até maio de 1841. Dentre os motivos do fracasso, merecem destaque: as pressões de católicos liderados pelo padre Luís Gonçalves dos Santos, que ajudaram a instigar a intolerância religiosa contra os missionários
Em agosto de 1867, chegou ao Rio de Janeiro o pastor Junius Estaham Newman, que fixou residência em Saltinho (São Paulo), em uma região na qual existiam imigrantes oriundos dos Estados Unidos.
Em 1876, a Junta de Missões da Igreja Metodista Episcopal Sul, enviou o pastor John James Ranson, que dedicou-se ao aprendizado do português para ter condições de pregar para os brasileiros.
Em janeiro de 1878, Ranson começou a pregar para brasileiros na cidade do Rio de Janeiro.

### Expositor Cristão
Em 1886, começou a circular o periódico "Methodista Catholico", que, um ano e meio depois, passou a ser denominado como: o Expositor Cristão. É considerada a mais importante publicação periódica dos metodistas no Brasil, cobrindo fatos internos da própria denominação e sobre a realidade nacional. É a mais antiga publicação periódica protestante em circulação no Brasil.
Na década de 1960, era uma publicação quinzenal, impresso em formato "standart", com uma média de 12 páginas por edição, que contava com cerca de seis mil assinantes. Na referida década, teve cinco redatores: Isnard Rocha, José Sucasas, William Schisler Filho, Pythagoras Daronch Silva e Omir Andrade.

### Formação pastoral
Em 1899, alguns jovens metodistas deram início a um programa de formação de pastores em Juiz de Fora (Minas Gerais), que, em 1900, daria origem ao Seminário d'O Granbery, que, posteriormente, seria reconhecido como uma Faculdade de Teologia.
Em 1923, surgiu em Porto Alegre (Rio Grande do Sul) um novo centro de formação pastoral que, em 1937, foi transferido para Passo Fundo (Rio Grande do Sul).
Entre 1940 e 1942, foi fundada uma Faculdade Metodista de Teologia Unificada em São Paulo, que, em junho de 1942, foi transferida para São Bernardo do Campo (São Paulo), que, em 1970, com a criação de outros cursos, passaria a ser denominada como: "Instituto Metodista de Ensino Superior" e, em 1997, como Universidade Metodista de São Paulo (UMESP).

## Desdobramentos do metodismo

Ramificações do metodismo.

Dentre muitas outras, algumas denominações que emergiram do metodismo:
- A Igreja Metodista Unida dos Estados Unidos, (United Methodist Church) - segunda maior denominação protestante dos Estados Unidos, organizada pela união de vários grupos evangélicos pietistas e metodistas.[11]
- Igreja Metodista Episcopal Africana - ramo do metodismo americano voltado à comunidade negra.
- Igreja Metodista Livre - ramo evangelicalista.
- Movimento de Santidade - (Holiness Churches), como a Igreja do Nazareno.
- Exército de Salvação - organização que enfatiza a prática das doutrinas sociais e crença da conversão pessoal do metodismo.
- A concepção ecumênica do metodismo levou várias denominações a se unirem, como a Igreja Unida do Canadá, Igreja Valdense-Metodista na Itália (ver: Valdenses), Igreja Unida na Austrália, Igreja Unida do Sul da Índia.
- Igreja Metodista Wesleyana - Igreja surgida em 1967 em Nova Friburgo, Rio de Janeiro, a partir da Igreja Metodista do Brasil. De característica mais pentecostal.
- Igreja Evangélica Metodista Portuguesa.
- Igreja Metodista Ortodoxa - fundada pelo pastor José Henriques da Matta juntamente com os outros colegas de ministério e sua equipe pedagógica em 31 de janeiro de 1934.
- Igreja Comunidade Evangélica - Surgiu a partir da Igreja Metodista Ortodoxa e continua ligada a mesma através da Irmandade Metodista Ortodoxa (IMO).
- Igreja Metodista Renovada - fundada pelo pastor Joel Cardoso Junior no ano de 1993 na zona sul de São Paulo.
- Igreja Wesleyana Unida - ramo do metodismo histórico, fundada a 13 de fevereiro de 1981.
- Conexão das Igrejas Bíblicas America e Movimento Metodista Grã Bretanha 1739 Sociedades Metodistas Livres - Conservadores
- Igreja Metodista Bíblica no Brasil - Nasce da Influência da Conexão de Igrejas Metodistas Americanas Fundamentalista - Tem como fundador o Dr. Valdivan Leonardo dos Santos, Reverendo da Igreja Metodista do Brasil e Fundador da Faculdade Metodista Conexional da América Latina. UCEME

## Demografia
Um relatório de 2011, do Pew Forum on Religious e Vida Pública estimou que os membros de igrejas metodistas (excluindo as igrejas unidas) representam 3,5% dos cerca de 801 milhões de protestantes no mundo, ou cerca de 27.234.000 de pessoas.
De acordo com o Global Christianity: A Guide to the World’s Largest Religion from Afghanistan to Zimbabwe, em 2020, havia 31.683.000 de metodistas no mundo, correspondendo a 0,4% da população global.